# Stanislav Kurovský
Stanislav Kurovský (* 10. července 1942 Ostrava) je bývalý český lední hokejista. Patřil k tzv. obojživelníkům, nejvyšší fotbalovou soutěž hrál za Baník Ostrava.

## Hokejová kariéra
V nejvyšší soutěži hrál v 60. letech 20. století za VŽKG Ostrava (Vítkovice). Byl členem tzv. „komářího útoku“, ve kterém s ním nastupovali Jan Gelnar a Bedřich Berek (bratr Miroslava Bereka). Hokejovou kariéru ukončil v TJ Baník OKD Ostrava, kde působil v letech 1972-74.

## Fotbalová kariéra
V československé lize hrál za Baník Ostrava, aniž by skóroval. V nižších soutěžích nastupoval také za VŽKG Ostrava (Vítkovice).

### Ligová bilance
| Ročník          | Zápasy | Góly | Minuty | Klub          |
| --------------- | ------ | ---- | ------ | ------------- |
| I. liga 1960/61 | 3      | 0    | 136    | Baník Ostrava |
| I. liga 1961/62 | 1      | 0    | 8      | Baník Ostrava |
| CELKEM I. LIGA  | 4      | 0    | 144    |               |